# École Aprilovska

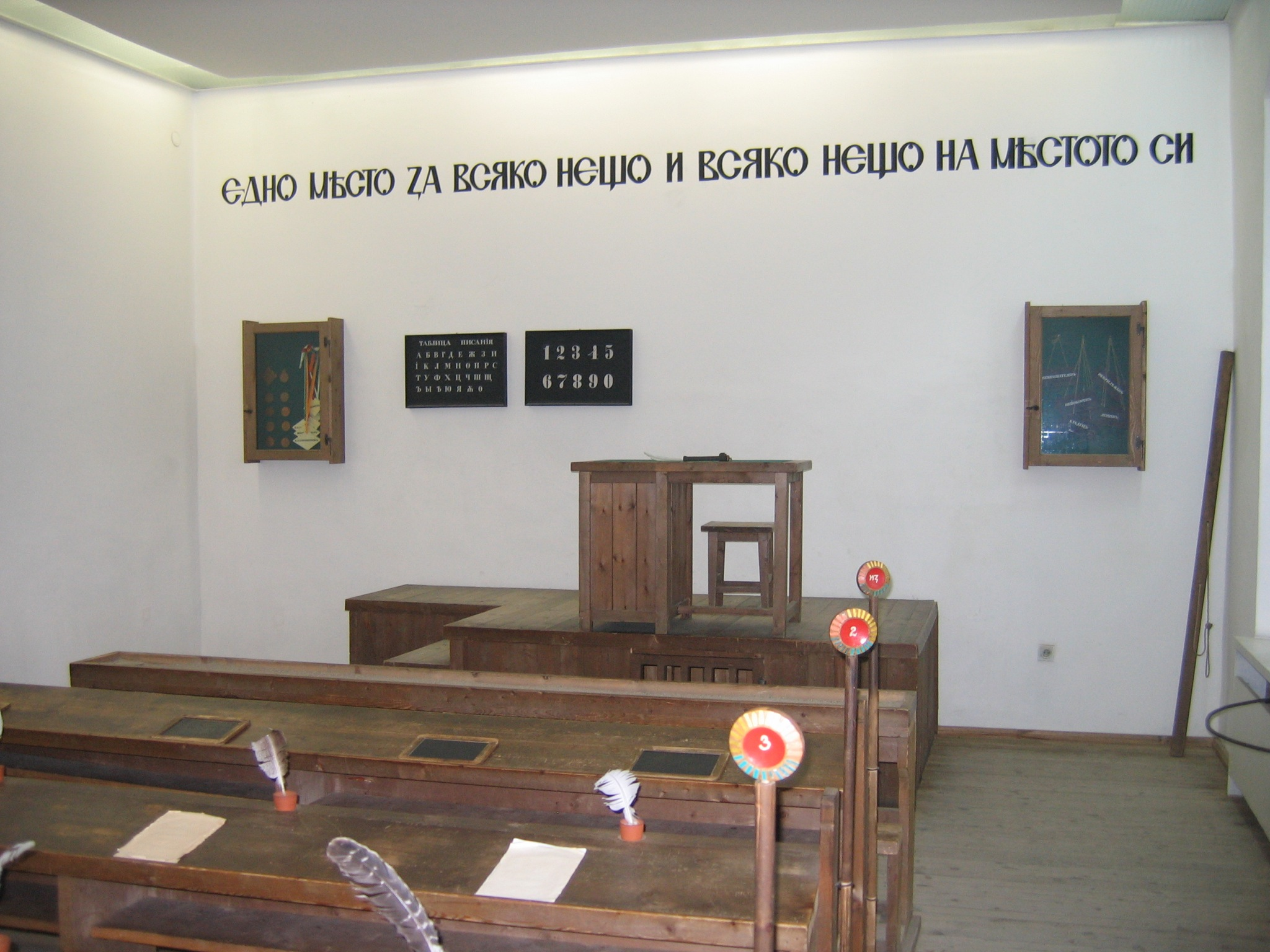
Première salle de classe

L’école Aprilovska (bulgare : Априловска гимназия) est un gymnasium privé qui se trouve être la plus ancienne école de Bulgarie. Elle est située à Gabrovo.

## Historique
L'école Aprilovska a été fondée en 1835 par de Vasil Aprilov et Nikolaï Palauzov, qui est le père de Spyrídon Palauzov. Elle devient un gymnasium en 1872.

## Anciens étudiants
- Aleko Konstantinov - écrivain bulgare
- Tihomir Carov - écrivain bulgare